# École d'animation de Zagreb

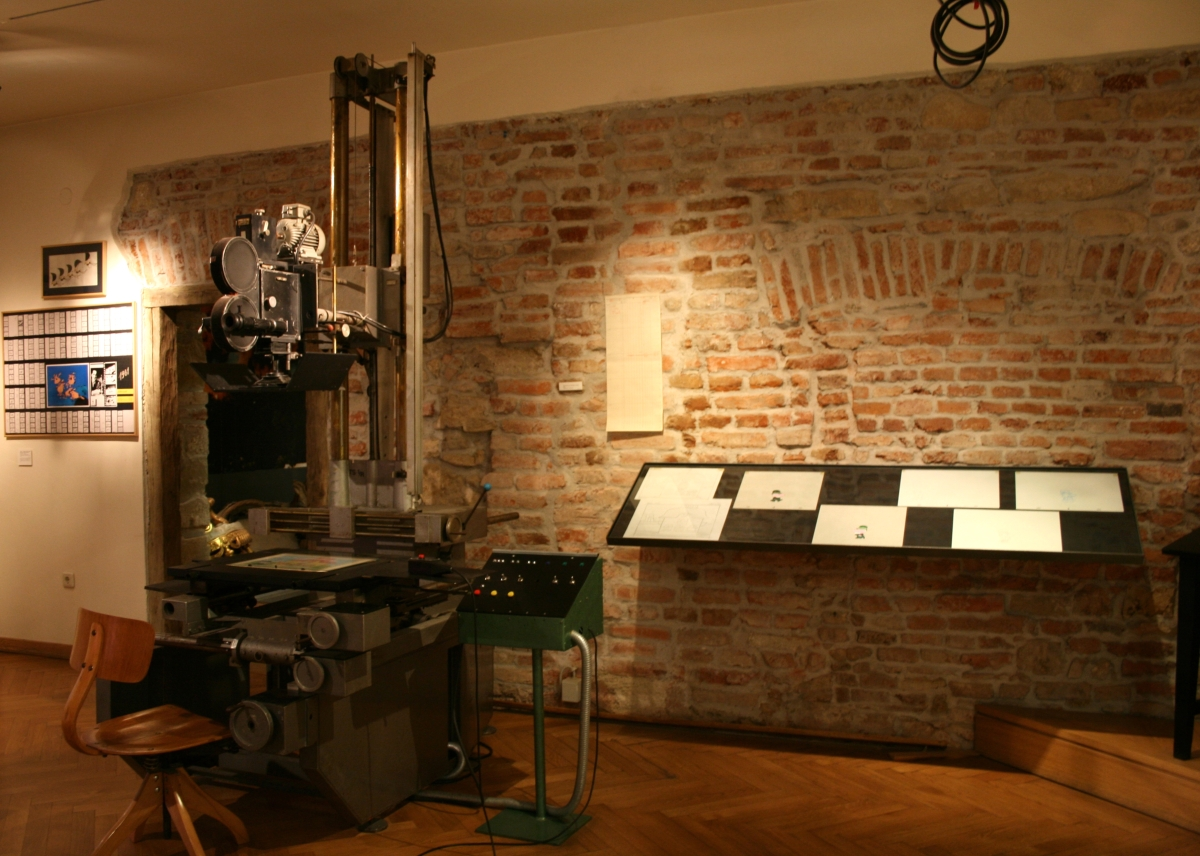
Appareil de prise de vue pour le tournage de dessins animés, studio de cinéma de Zagreb, 1956. Musée de la ville de Zagreb.

L'École d'animation de Zagreb (serbo-croate : Zagrebačka škola crtanog filma) est le nom d'un style d'animation développé à Zagreb, en Yougoslavie croate, principalement par le studio Zagreb Film. Cette appellation a été inventée par le théoricien français du cinéma Georges Sadoul. Parmi les représentants les plus éminents de ce style figurent des animateurs tels que Nikola Kostelac, Vatroslav Mimica, Dušan Vukotić (sh) et Vlado Kristl.
L'École d'animation de Zagreb a connu son heure de gloire de 1957 à 1980. Elle est conventionnellement divisée en trois étapes, chacune dominée par un groupe différent de dessinateurs. Le premier film d'animation de ce style à être reconnu dans le monde entier est Samac (en) de Vatroslav Mimica, d'une durée de 11 minutes, réalisé en 1958 et primé à la Mostra de Venise. La plus grande réussite de l'école est le film d'animation de 10 minutes Le Succédané de Dušan Vukotić, qui a remporté l'Oscar du meilleur court métrage d'animation lors de la cérémonie de 1962, le seul Oscar remporté par la Yougoslavie dans son histoire,.